# Stèle de Mérenptah
La stèle de Mérenptah (Mineptah), appelée aussi stèle de la Victoire ou encore stèle d'Israël, est une stèle funéraire du pharaon Mérenptah datant du XIIIe siècle avant notre ère. Elle fut découverte en 1896 par Flinders Petrie dans le temple funéraire du pharaon Mérenptah (dans la région thébaine).
La stèle originale se trouve au musée égyptien du Caire, tandis qu'une copie est visible au temple de Mérenptah. Elle fait partie d'une série de monuments érigés par le pharaon à travers tout le pays afin de commémorer un évènement important qui se déroula au début de son règne. Ainsi, une grande inscription de quatre-vingts lignes sur le même sujet a été gravée à Karnak, une colonne, portant un texte analogue, baptisée également colonne de la Victoire a été trouvée dans les ruines du temple de Mérenptah à Héliopolis et d'autres variantes ont été également retrouvées sur des stèles à Memphis, Athribis et Amada.

## Description
Cette stèle de granit gris, qui mesure 3,18 mètres de haut sur 1,61 mètre de large et 31 centimètres d'épaisseur, fut érigée initialement par Amenhotep III, probablement dans son propre temple funéraire situé non loin de celui de Mérenptah, treizième fils et successeur de Ramsès II. Ce dernier en utilisa le verso pour faire inscrire, à la date du troisième jour du troisième mois de chémou (l'été) de l'an 5 de son règne (soit vers 1210 av. J.-C.), un hymne à sa personne et commémorer sa campagne militaire victorieuse de l'an 5 en Libye et au pays de Canaan. 
La scène en haut de la stèle représente Amon-Rê en compagnie de Mout et Khonsou qui confèrent au souverain le cimeterre de la victoire. Gravée de droite à gauche, l'inscription glorifie tout d'abord le pouvoir du souverain, vainqueur des Tjehenou. Les différentes sources permettent de préciser que la victoire de Mérenptah est remportée sur une coalition des Libyens (Libou et Mâchaouachs) avec les Peuples de la mer (Akaouash, Toursha, Rouk, Shardanes et Shakalash). Le chant triomphal se poursuit par un hymne à la paix.
La stèle est particulièrement connue pour contenir, dans la strophe finale, la première mention supposée d'Israël (ou plutôt, des Israélites) hors contexte biblique ; c'est également la seule mention d'Israël connue dans les textes égyptiens.

## Texte de la stèle

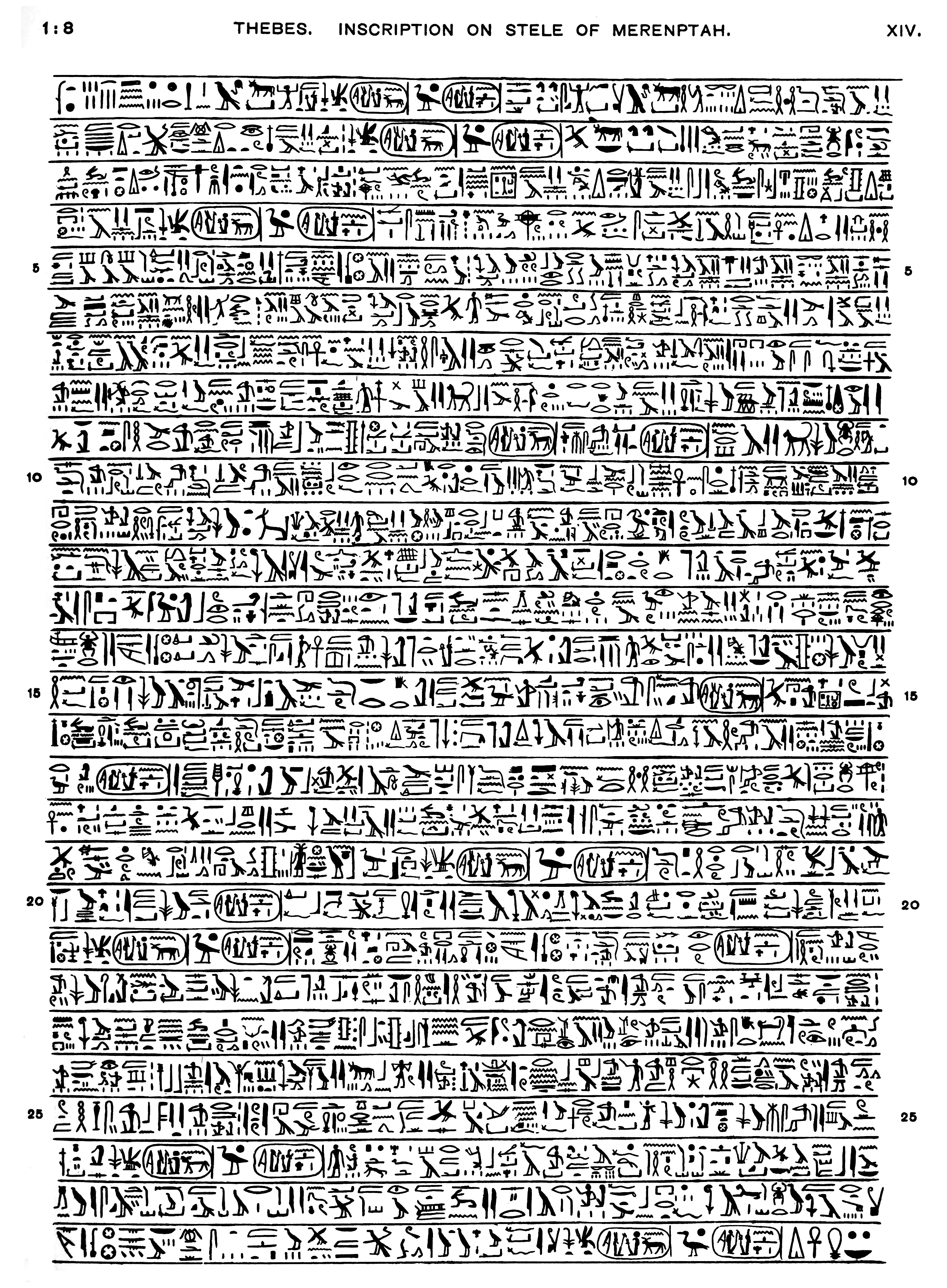
Représentation des hiéroglyphes de la Stèle de Mérenptah.

Ce texte ne doit pas être lu comme un simple poème. Pour les Égyptiens, le texte écrit a une portée magique : l'inscription agit donc sur le monde réel, aussi longtemps qu'elle subsiste, conférant à Mérenptah la puissance protectrice, conférant à la paix la douceur et aux ennemis l'impuissance. Cette fonction est attestée par le nom même des écoles qui forment les scribes : c'est dans les Écoles de Vie, au sein des maisons de vie, que les scribes apprennent, par la magie de l'écriture, à créer les enveloppes virtuelles capables de recevoir la vie.
Les différentes traductions sont en accord sur le sens du texte.
Une grande joie est advenue en Égypte et la jubilation monte dans les villes du Pays bien-aimé.

Elles parlent des victoires qu'a remportées Mérenptah sur le Tjehenou.

Comme il est aimé, le prince victorieux ! Comme il est grand le roi, parmi les dieux ! Comme il est avisé, le maître du commandement !

Oh qu'il est doux de s'asseoir et de bavarder !

Oh ! Pouvoir marcher à grands pas sur le chemin sans qu'il n'y ait plus de crainte dans le cœur des hommes.

Les forteresses sont abandonnées, les puits sont rouverts, accessibles désormais aux messagers ; les créneaux du rempart sont tranquilles et c'est seulement le soleil qui éveille les guetteurs.

Les gendarmes sont couchés et dorment. Les éclaireurs sont aux champs (marchant) selon leur désir.

Le bétail, dans la campagne, est laissé en libre pâture, sans berger, traversant (seul aussi) le flot de la rivière.

Plus d'appel, plus de cri dans la nuit : "Halte ! Voyez, quelqu'un vient qui parle la langue d'autres hommes".

On marche en chantant, et l'on n'entend plus de cri de lamentation.

Les villes sont habitées de nouveau et celui qui laboure en vue de la moisson, c'est celui qui la mangera.

Rê s'est tourné vers l'Égypte, tandis qu'a été mis au monde, grâce au destin, son protecteur, le roi de Haute et de Basse-Égypte, Baenrê, le fils de Rê, Mérenptah.

Les chefs tombent en disant : Paix ! Pas un seul ne relève la tête parmi les Neuf Arcs.

Défait est le pays des Tjehenou.

Le Ḫatti est paisible.

Kana`an est dépouillé de tout ce qu'il avait de mauvais.

Ašqalon est emmené.

Gezer est saisie.

Yenoam (en) devient comme si elle n'avait jamais existé.

Isra'el est détruit, sa semence même n'est plus.

Hourrou (la Syrie) est devenue une veuve pour l'Égypte.

Tous les pays sont unis ; ils sont en paix.

(Chacun de) ceux qui erraient sont maintenant liés par le roi de Haute et Basse Égypte, Baenrê, le fils de Rê, Mérenptah, doué de vie, comme Rê, chaque jour.

### Mention d'Israël

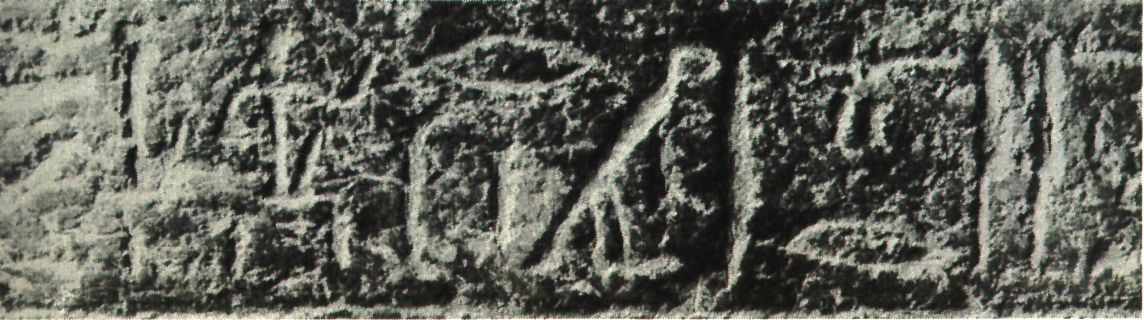
Partie de la stèle mentionnant le terme ysr3r.

À la vingt-septième ligne, l'avant-dernière, parmi une liste des peuples de Canaan vaincus par Mérenptah, la stèle mentionne Ysr3r, qui est généralement interprété comme « Israël » puisque la lettre « L » n'existait pas dans « l'alphabet » égyptien antique de cette période, on utilisait un « R » (hiéroglyphe de la bouche) pour combler cette absence dans le but d'écrire un mot d'une langue étrangère. 
Bien que cette lecture soit la plus répandue, il existe parfois d'autres interprétations telles que « Jezréel ». Alors que le déterminatif associé aux trois noms précédents (Ashkelon, Gezer et Yenoam) désigne un territoire, celui associé à Israël suggère une population plutôt qu'un lieu géographique. La stèle n'indique ni la taille du groupe ni sa localisation exacte. Elle indique seulement qu'un groupe nommé « Israël » est présent en Canaan à cette époque.
| i | i | z · Z1s · Z1s · r | i | A | r · Z1 | T14 | A1 · B1 · Z2s |

| i | i | z · Z1s · Z1s · r | i | A | r · Z1 | T14 | A1 · B1 · Z2s |

| f · k · t | G36 |

| f · k · t | G36 |

| f · k · t | G36 |

| f · k · t | G36 |

| b · n |

| b · n |

| O1 · r · t |

| O1 · r · t |

L'inscription est constituée de hiéroglyphes à valeur phonétique que Flinders Petrie interprète comme israr et de hiéroglyphes à valeur déterminatives qui désignent des peuples (l'homme et la femme, les trois traits verticaux indiquant le pluriel) étrangers (le bâton de jet). Il s'agit manifestement d'un peuple cananéen qu'on identifie généralement aux proto-Israélites. Alors que les noms précédents reçoivent le déterminatif de ville étrangère (le bâton suivi de trois montagnes), Israël est suivi du bâton, suivi d'un homme et d'une femme assis. L'interprétation de ce déterminatif a été utilisée pour appuyer différentes théories sur l'origine des Israélites. Il peut signifier chez les Égyptiens un peuple nomade ou semi-nomade mais se retrouve pour d'autres peuples non nomades. Pour le moins, tout le monde s'accorde pour retenir un peuple sans une ville-état fixe.
L’égyptien prt.f (graine, descendance, ou encore semence) pourrait signifier un peuple sédentaire (puisqu'on a détruit son grain) mais s'inscrit surtout dans un langage de propagande, la semence symbolique du blé peut rappeler la coutume chez les Égyptiens (mais aussi chez d’autres peuples) de détruire les champs de blé des territoires vaincus, ou encore la semence spermatique peut également évoquer la pratique égyptienne de couper les pénis des vaincus morts au combat afin de les décompter.
La stèle atteste la présence d'un « Israël » en Canaan à la fin du XIIIe siècle avant notre ère. Elle témoigne des vagues de populations qui s'installent dans les hautes terres de Canaan et en Transjordanie à cette époque. Israël n'est ensuite plus mentionné avant le IXe siècle où il apparaît sur la stèle de Mesha.

### La campagne de Mérenptah
Un débat est ouvert quant à la réalité d'une campagne de Mérenptah en Canaan. Peut-être ce passage ne fait-il que souligner que l'Égypte était présente à cette époque. Son prédécesseur, Ramsès II, ayant élevé une stèle évoquant la bataille de Qadesh, indiquant ainsi un ferme contrôle sur le Levant, Mérenptah n'aurait pas eu à le reconquérir, à moins de faire face à une révolte dans la région.[réf. nécessaire]